# Psilogryllacris tchancha
Psilogryllacris tchancha is een rechtvleugelig insect uit de familie Gryllacrididae. De wetenschappelijke naam van deze soort is voor het eerst geldig gepubliceerd in 2009 door Hugel.